# Tunnel de l'Étoile
Le tunnel de l'Étoile est un tunnel routier de Paris, reliant l'avenue des Champs-Élysées (8e) à l'avenue de la Grande-Armée (17e), en passant sous la place Charles-de-Gaulle et l'arc de triomphe de l'Étoile.
Ouvert en 1970, il est fermé à la circulation des véhicules routiers depuis 2015. Il rouvre à la circulation en mai 2020, mais est désormais réservé aux cyclistes et aux utilisateurs d'engins de déplacement personnel.

## Situation
Il permet de relier l'avenue des Champs-Élysées à l'avenue de la Grande-Armée en évitant la place Charles-de-Gaulle et son intense trafic automobile.

## Historique
Le tunnel ouvre en 1970. En mars 2015, il est fermé provisoirement. En janvier 2017, sa réouverture est envisagée par la mairie de Paris à une date indéterminée, mais pas pour la circulation automobile. Elle envisagerait alors une utilisation en esplanade piétonne avec des commerces, de l'événementiel et un accès à la gare de Charles-de-Gaulle - Étoile de la ligne A du RER. Il est utilisé durant le premier week-end de juin 2017 comme piste de course de drones pour la seconde édition du « Paris drone festival ». Finalement, il est rouvert en mai 2020, mais uniquement pour les vélos et les engins de déplacement personnel,.

## Caractéristiques
L'ouvrage est long de 380 mètres, à sens unique et comporte deux voies avec une hauteur limitée à 2,40 m,.

## Hauteur limitée et accidents
Ce tunnel est connu pour le nombre élevé d'accidents de camions  qui y ont lieu,. Le tunnel dispose d'un gabarit réduit, limité à une hauteur de 2,40 mètres, signalé par un panneau accroché au-dessus de l'entrée (à la durée de vie entre deux accidents parfois réduite) et par plusieurs panneaux situés au niveau de l'avenue (dont un lumineux). Les véhicules trop hauts dont le conducteur ignore les panneaux ou ne les voit pas percutent le fronton. Le statut classé de l'arc de triomphe de l'Étoile interdit la construction d'un portique en surface, car cela nuirait au paysage visuel de la place Charles-de-Gaulle[réf. souhaitée]. 
En 2009, avec l'appui de quelques riverains du quartier, un internaute dont le lieu de travail surplombe l'entrée du tunnel ouvre le blog 2m40.com publiant aux yeux du monde les péripéties de ce que les gens ont baptisé le « serial tunnel ».
Selon la préfecture de police, 64 accidents ont été recensés entre 1999 et début 2010, tandis que le blog 2m40.com en dénombre 27 pour la seule année 2009. Durant le premier semestre 2010, une douzaine de camions se sont encastrés dans l'ouvrage.

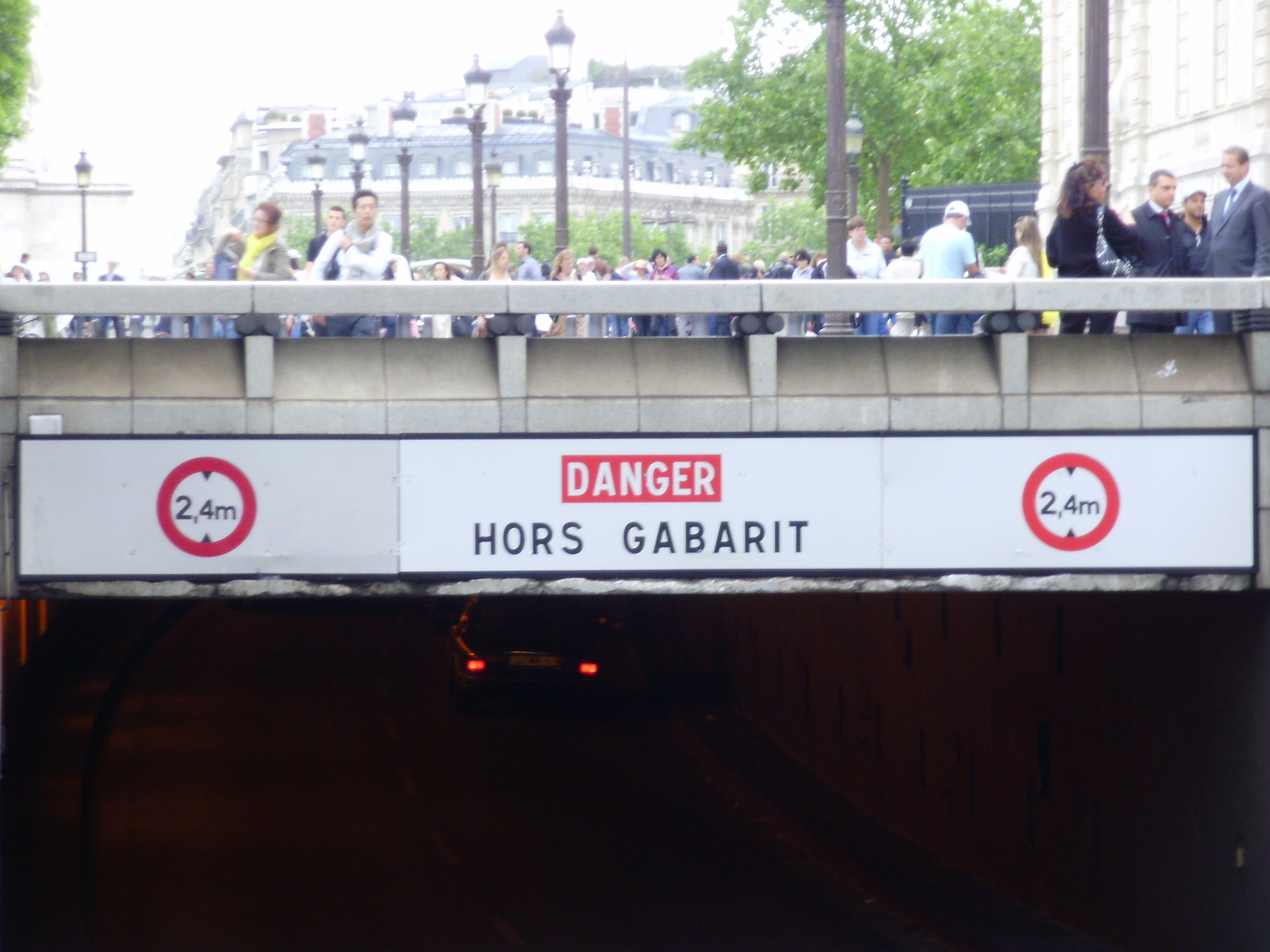
Entrée du tunnel avec panneau indiquant la hauteur limitée. Le béton situé en dessous est détérioré à cause des nombreux camions qui l'ont percuté.
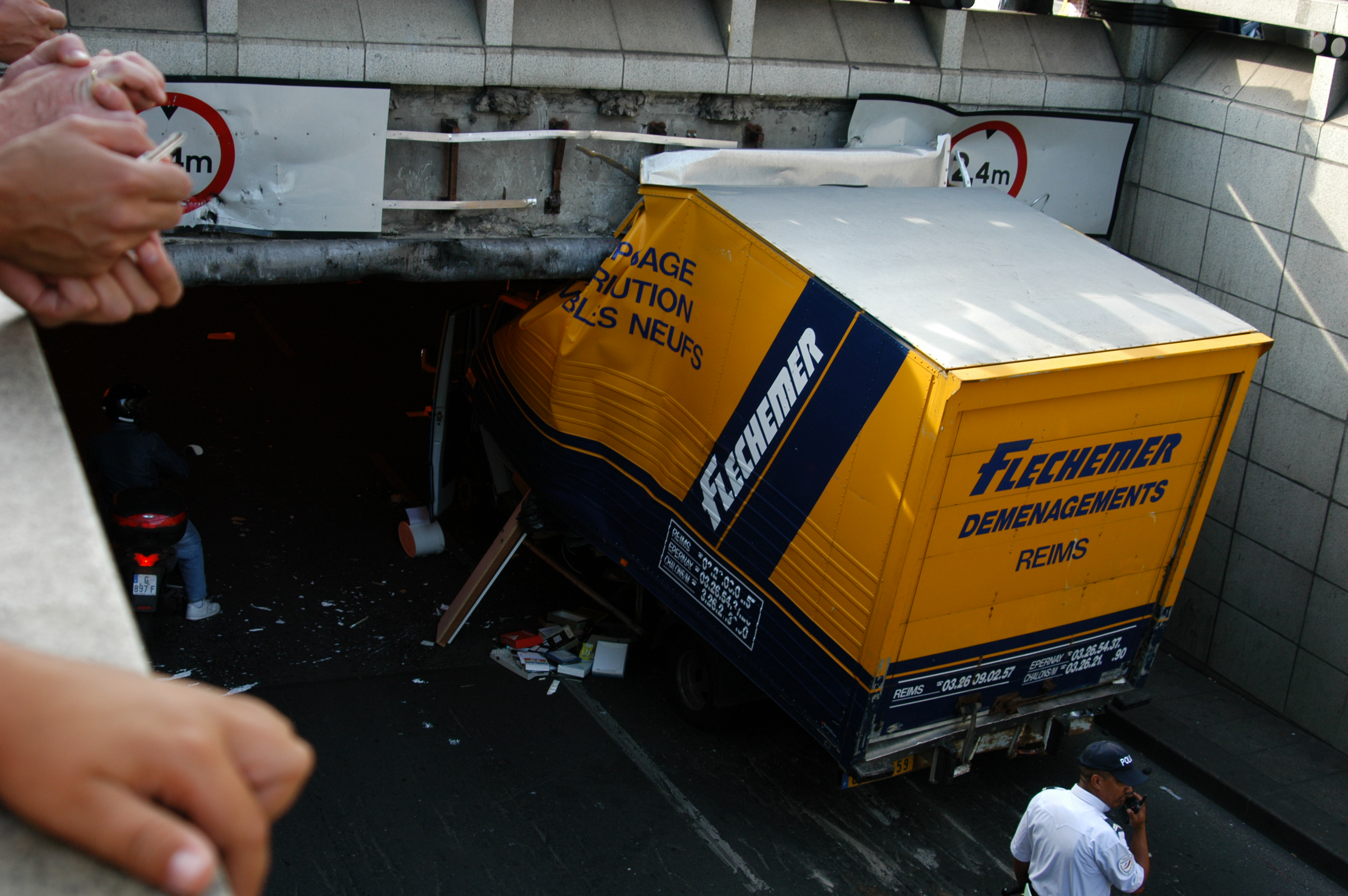
Accident de camion en 2006.